# Campeonato Mundial de Fórmula 1 de 1964
A Temporada de Fórmula 1 de 1964 foi a 15ª realizada pela FIA. Teve como campeão o britânico John Surtees, da equipe Ferrari. Marcou a estréia da fornecedora de pneus Goodyear na categoria.

## Equipes e pilotos
| Equipe                                                | Construtor             | Chassi(s)    | Motor                                                      | Pneus | Piloto                  | Corridas     |
| ----------------------------------------------------- | ---------------------- | ------------ | ---------------------------------------------------------- | ----- | ----------------------- | ------------ |
| Revson Racing                                         | Lotus-BRM              | 24           | BRM P56 1.5 V8                                             | D     | Peter Revson            | 1, 6, 8      |
| Bernard Collomb                                       | Lotus-Climax           | 24           | Climax FWMV 1.5 V8                                         | D     | Bernard Collomb         | 1            |
| Maurice Trintignant                                   | BRM                    | P57          | BRM P56 1.5 V8                                             | D     | Maurice Trintignant     | 1, 4–6, 8    |
| Brabham Racing Organisation                           | Brabham-Climax         | BT7 BT11     | Climax FWMV 1.5 V8                                         | D     | Jack Brabham            | Todas        |
| Brabham Racing Organisation                           | Brabham-Climax         | BT7 BT11     | Climax FWMV 1.5 V8                                         | D     | Dan Gurney              | Todas        |
| Owen Racing Organisation                              | BRM                    | P261 P67     | BRM P56 1.5 V8                                             | D     | Richie Ginther          | Todas        |
| Owen Racing Organisation                              | BRM                    | P261 P67     | BRM P56 1.5 V8                                             | D     | Graham Hill             | Todas        |
| Owen Racing Organisation                              | BRM                    | P261 P67     | BRM P56 1.5 V8                                             | D     | Richard Attwood         | 5            |
| Cooper Car Company                                    | Cooper-Climax          | T73 T66      | Climax FWMV 1.5 V8                                         | D     | Phil Hill               | 1–7, 9–10    |
| Cooper Car Company                                    | Cooper-Climax          | T73 T66      | Climax FWMV 1.5 V8                                         | D     | Bruce McLaren           | Todas        |
| Cooper Car Company                                    | Cooper-Climax          | T73 T66      | Climax FWMV 1.5 V8                                         | D     | John Love               | 8            |
| Team Lotus                                            | Lotus-Climax           | 25 33        | Climax FWMV 1.5 V8                                         | D     | Peter Arundell          | 1–4          |
| Team Lotus                                            | Lotus-Climax           | 25 33        | Climax FWMV 1.5 V8                                         | D     | Jim Clark               | Todas        |
| Team Lotus                                            | Lotus-Climax           | 25 33        | Climax FWMV 1.5 V8                                         | D     | Mike Spence             | 5–10         |
| Team Lotus                                            | Lotus-Climax           | 25 33        | Climax FWMV 1.5 V8                                         | D     | Gerhard Mitter          | 6            |
| Team Lotus                                            | Lotus-Climax           | 25 33        | Climax FWMV 1.5 V8                                         | D     | Walt Hansgen            | 9            |
| Team Lotus                                            | Lotus-Climax           | 25 33        | Climax FWMV 1.5 V8                                         | D     | Moisés Solana           | 10           |
| British Racing Partnership                            | Lotus-BRM              | 24           | BRM P56 1.5 V8                                             | D     | Innes Ireland           | 1            |
| British Racing Partnership                            | Lotus-BRM              | 24           | BRM P56 1.5 V8                                             | D     | Trevor Taylor           | 5            |
| British Racing Partnership                            | BRP-BRM                | Mk 1 Mk 2    | BRM P56 1.5 V8                                             | D     | Innes Ireland           | 3–5, 7–10    |
| British Racing Partnership                            | BRP-BRM                | Mk 1 Mk 2    | BRM P56 1.5 V8                                             | D     | Trevor Taylor           | 1, 3–4, 7–10 |
| DW Racing Enterprises                                 | Brabham-Climax         | BT11         | Climax FWMV 1.5 V8                                         | D     | Bob Anderson            | 1–8          |
| Reg Parnell Racing                                    | Lotus-Climax           | 25           | Climax FWMV 1.5 V8                                         | D     | Chris Amon              | 7            |
| Reg Parnell Racing                                    | Lotus-BRM              | 25 24        | BRM P56 1.5 V8                                             | D     | Chris Amon              | 1–6, 9–10    |
| Reg Parnell Racing                                    | Lotus-BRM              | 25 24        | BRM P56 1.5 V8                                             | D     | Mike Hailwood           | 1–2, 4–10    |
| Reg Parnell Racing                                    | Lotus-BRM              | 25 24        | BRM P56 1.5 V8                                             | D     | Peter Revson            | 3–5          |
| R.R.C. Walker Racing Team                             | Cooper-Climax          | T66          | Climax FWMV 1.5 V8                                         | D     | Edgar Barth             | 6            |
| R.R.C. Walker Racing Team                             | Cooper-Climax          | T66          | Climax FWMV 1.5 V8                                         | D     | Jo Bonnier              | 1            |
| R.R.C. Walker Racing Team                             | Brabham-Climax         | BT7          | Climax FWMV 1.5 V8                                         | D     | Jo Bonnier              | 7–10         |
| R.R.C. Walker Racing Team                             | Brabham-BRM            | BT11         | BRM P56 1.5 V8                                             | D     | Jo Bonnier              | 2–3, 5–6     |
| R.R.C. Walker Racing Team                             | Brabham-BRM            | BT11         | BRM P56 1.5 V8                                             | D     | Jochen Rindt            | 7            |
| R.R.C. Walker Racing Team                             | Brabham-BRM            | BT11         | BRM P56 1.5 V8                                             | D     | Geki                    | 8            |
| R.R.C. Walker Racing Team                             | Brabham-BRM            | BT11         | BRM P56 1.5 V8                                             | D     | Jo Siffert              | 9–10         |
| R.R.C. Walker Racing Team                             | Brabham-BRM            | BT11         | BRM P56 1.5 V8                                             | D     | Hap Sharp               | 9–10         |
| Scuderia Ferrari SpA SEFAC North American Racing Team | Ferrari                | 156 158 1512 | Ferrari 178 1.5 V6 Ferrari 205B 1.5 V8 Ferrari 207 1.5 F12 | D     | Lorenzo Bandini         | Todas        |
| Scuderia Ferrari SpA SEFAC North American Racing Team | Ferrari                | 156 158 1512 | Ferrari 178 1.5 V6 Ferrari 205B 1.5 V8 Ferrari 207 1.5 F12 | D     | John Surtees            | Todas        |
| Scuderia Ferrari SpA SEFAC North American Racing Team | Ferrari                | 156 158 1512 | Ferrari 178 1.5 V6 Ferrari 205B 1.5 V8 Ferrari 207 1.5 F12 | D     | Ludovico Scarfiotti     | 8            |
| Scuderia Ferrari SpA SEFAC North American Racing Team | Ferrari                | 156 158 1512 | Ferrari 178 1.5 V6 Ferrari 205B 1.5 V8 Ferrari 207 1.5 F12 | D     | Pedro Rodríguez         | 10           |
| Siffert Racing Team                                   | Lotus-BRM              | 24           | BRM P56 1.5 V8                                             | D     | Jo Siffert              | 1            |
| Siffert Racing Team                                   | Brabham-BRM            | BT11         | BRM P56 1.5 V8                                             | D     | Jo Siffert              | 2–8          |
| Ecurie Maarsbergen                                    | Porsche                | 718          | Porsche 547/3 1.5 F4                                       | D     | Carel Godin de Beaufort | 2, 6         |
| Scuderia Centro Sud                                   | BRM                    | P57          | BRM P56 1.5 V8                                             | D     | Tony Maggs              | 2–3, 5–7     |
| Scuderia Centro Sud                                   | BRM                    | P57          | BRM P56 1.5 V8                                             | D     | Giancarlo Baghetti      | 2–3, 5–8     |
| Equipe Scirocco Belge                                 | Scirocco-Climax        | SP           | Climax FWMV 1.5 V8                                         | D     | André Pilette           | 3, 6         |
| Bob Gerard Racing                                     | Cooper-Ford            | T71/73       | Ford 109E 1.5 L4                                           | D     | John Taylor             | 5            |
| Ian Raby Racing                                       | Brabham-BRM            | BT3          | BRM P56 1.5 V8                                             | D     | Ian Raby                | 5, 8         |
| John Willment Automobiles                             | Brabham-Ford           | BT10         | Ford 109E 1.5 L4                                           | D     | Frank Gardner           | 5            |
| Honda R & D Company                                   | Honda                  | RA271        | Honda RA271E 1.5 V12                                       | D     | Ronnie Bucknum          | 6, 8–9       |
| Derrington-Francis Racing Team                        | Derrington-Francis-ATS | DF           | ATS 100 1.5 V8                                             | G     | Mário de Araújo Cabral  | 8            |
| Fabre Urbain                                          | Cooper-Climax          | T60          | Climax FWMV 1.5 V8                                         | D     | Jean-Claude Rudaz       | 8            |

## Resultados

### Grandes Prêmios
| Prova | Grande Prêmio        | Data          | Local              | Vencedor        | Construtor     | Resumo   |
| ----- | -------------------- | ------------- | ------------------ | --------------- | -------------- | -------- |
| 1     | GP de Mônaco         | 10 de Maio    | Monaco             | Graham Hill     | BRM            | Detalhes |
| 2     | GP dos Países Baixos | 24 de Maio    | Zandvoort          | Jim Clark       | Lotus-Climax   | Detalhes |
| 3     | GP da Bélgica        | 14 de Junho   | Spa-Francorchamps  | Jim Clark       | Lotus-Climax   | Detalhes |
| 4     | GP da França         | 28 de Junho   | Rouen-Les-Essarts  | Dan Gurney      | Brabham-Climax | Detalhes |
| 5     | GP da Grã-Bretanha   | 11 de Julho   | Brands Hatch       | Jim Clark       | Lotus-Climax   | Detalhes |
| 6     | GP da Alemanha       | 2 de Agosto   | Nürburgring        | John Surtees    | Ferrari        | Detalhes |
| 7     | GP da Áustria        | 23 de Agosto  | Zeltweg            | Lorenzo Bandini | Ferrari        | Detalhes |
| 8     | GP da Itália         | 6 de Setembro | Monza              | John Surtees    | Ferrari        | Detalhes |
| 9     | GP dos EUA           | 4 de Outubro  | Watkins Glen       | Graham Hill     | BRM            | Detalhes |
| 10    | GP do México         | 25 de Outubro | Hermanos Rodriguez | Dan Gurney      | Brabham-Climax | Detalhes |

### Pilotos
| Pos. | Piloto                  | MON | NED | BEL | FRA | GBR | GER | AUT | ITA | USA | MEX | Pts.    |
| ---- | ----------------------- | --- | --- | --- | --- | --- | --- | --- | --- | --- | --- | ------- |
| 1    | John Surtees            | Ret | 2   | Ret | Ret | 3   | 1   | Ret | 1   | 2   | 2   | 40      |
| 2    | Graham Hill             | 1   | 4   | (5) | 2   | 2   | 2   | Ret | Ret | 1   | 11  | 39 (41) |
| 3    | Jim Clark               | 4   | 1   | 1   | Ret | 1   | Ret | Ret | 15  | 7   | 5   | 32      |
| 4    | Lorenzo Bandini         | 10  | Ret | Ret | 9   | 5   | 3   | 1   | 3   | Ret | 3   | 23      |
| 5    | Richie Ginther          | 2   | 11  | 4   | 5   | 8   | 7   | 2   | 4   | 4   | 8   | 23      |
| 6    | Dan Gurney              | Ret | Ret | 6   | 1   | 13  | 10  | Ret | 10  | Ret | 1   | 19      |
| 7    | Bruce McLaren           | Ret | 7   | 2   | 6   | Ret | Ret | Ret | 2   | Ret | 7   | 13      |
| 8    | Jack Brabham            | Ret | Ret | 3   | 3   | 4   | 12  | 9   | 14  | Ret | 15  | 11      |
| 9    | Peter Arundell          | 3   | 3   | 9   | 4   |     |     |     |     |     |     | 11      |
| 10   | Jo Siffert              | 8   | 13  | Ret | Ret | 11  | 4   | Ret | 7   | 3   | 17  | 7       |
| 11   | Bob Anderson            | 7   | 6   | DNS | 12  | 7   | Ret | 3   | 11  |     |     | 5       |
| 12   | Mike Spence             |     |     |     |     | 9   | 8   | Ret | 6   | Ret | 4   | 4       |
| 13   | Tony Maggs              |     | Ret | DNS |     | Ret | 6   | 4   |     |     |     | 4       |
| 14   | Innes Ireland           |     |     | 10  | Ret | 10  |     | 5   | 5   | Ret | 12  | 4       |
| 15   | Jo Bonnier              | 5   | 9   | Ret |     | Ret | Ret | 6   | 12  | Ret | 18  | 3       |
| 16   | Chris Amon              | DNQ | 5   | Ret | 10  | Ret | 11  | Ret |     | Ret | 14  | 2       |
| 17   | Maurice Trintignant     | Ret |     |     | 11  | DNQ | 5   |     | Ret |     |     | 2       |
| 18   | Walt Hansgen            |     |     |     |     |     |     |     |     | 5   |     | 2       |
| 19   | Phil Hill               | 9   | 8   | Ret | 7   | 6   | Ret | Ret |     | Ret | 9   | 1       |
| 20   | Trevor Taylor           | Ret |     | 7   | Ret | Ret |     | Ret | DNQ | 6   | 19  | 1       |
| 21   | Mike Hailwood           | 6   | 12  |     | 8   | Ret | Ret | 8   | Ret | 8   | 16  | 1       |
| 22   | Pedro Rodríguez         |     |     |     |     |     |     |     |     |     | 6   | 1       |
| 23   | Giancarlo Baghetti      |     | 10  | 8   |     | 12  | Ret | 7   | 8   |     |     | 0       |
| 24   | Gerhard Mitter          |     |     |     |     |     | 9   |     |     |     |     | 0       |
| 25   | Ludovico Scarfiotti     |     |     |     |     |     |     |     | 9   |     |     | 0       |
| 26   | Moises Solana           |     |     |     |     |     |     |     |     |     | 10  | 0       |
| 27   | Peter Revson            | DNQ |     | DSQ | DNS | Ret | 14  |     | 13  |     |     | 0       |
| 28   | Ronnie Bucknum          |     |     |     |     |     | 13  |     | Ret | Ret |     | 0       |
| 29   | Hap Sharp               |     |     |     |     |     |     |     |     | NC  | 13  | 0       |
| 30   | John Taylor             |     |     |     |     | 14  |     |     |     |     |     | 0       |
| —    | Carel Godin de Beaufort |     | Ret |     |     |     | DNS |     |     |     |     | 0       |
| —    | André Pilette           |     |     | Ret |     |     | DNQ |     |     |     |     | 0       |
| —    | Ian Raby                |     |     |     |     | Ret |     |     | DNQ |     |     | 0       |
| —    | Frank Gardner           |     |     |     |     | Ret |     |     |     |     |     | 0       |
| —    | Edgar Barth             |     |     |     |     |     | Ret |     |     |     |     | 0       |
| —    | Jochen Rindt            |     |     |     |     |     |     | Ret |     |     |     | 0       |
| —    | Mário de Araújo Cabral  |     |     |     |     |     |     |     | Ret |     |     | 0       |
| —    | Bernard Collomb         | DNQ |     |     |     |     |     |     |     |     |     | 0       |
| —    | John Love               |     |     |     |     |     |     |     | DNQ |     |     | 0       |
| —    | Giacomo Russo           |     |     |     |     |     |     |     | DNQ |     |     | 0       |
| Pos. | Piloto                  | MON | NED | BEL | FRA | GBR | GER | AUT | ITA | USA | MEX | Pts.    |

| Cor        | Resultado             |
| ---------- | --------------------- |
| Ouro       | Vencedor              |
| Prata      | 2.º lugar             |
| Bronze     | 3.º lugar             |
| Verde      | Terminou, nos pontos  |
| Azul       | Terminou, sem pontos  |
| Púrpura    | Ret – Retirou-se      |
| Vermelho   | NQ – Não qualificado  |
| Preto      | DSQ – Desqualificado  |
| Branco     | NL – Não largou       |
| Branco     | C – Corrida cancelada |
| Azul claro | AT – Apenas Treino    |
| Sem cor    | NP – Não participou   |
| Sem cor    | Les – Lesionado       |
| Sem cor    | EX – Excluído         |

- Em negrito indica pole position e itálico volta mais rápida.

### Construtores
| Pos | Construtor             | Pontos  |
| --- | ---------------------- | ------- |
| 1   | Ferrari                | 45 (49) |
| 2   | BRM                    | 42 (51) |
| 3   | Lotus-Climax           | 37 (40) |
| 4   | Brabham-Climax         | 30      |
| 5   | Cooper-Climax          | 16      |
| 6   | Brabham-BRM            | 7       |
| 7   | BRP-BRM                | 5       |
| 8   | Lotus-BRM              | 3       |
| 9   | Derrington-Francis-ATS | 0       |
| 10  | Honda                  | 0       |
| 11  | Porsche                | 0       |
| 12  | Scirocco-Climax        | 0       |
| 13  | Brabham-Ford           | 0       |